# Journal für die reine und angewandte Mathematik
«Journal für die reine und angewandte Mathematik» (с нем. — «Журнал по чистой и прикладной математике», часто его кратко называют «Журналом Крелле») — престижный немецкий математический журнал, основанный в 1826 году берлинским математиком-самоучкой Августом Леопольдом Крелле. Принятое сокращение названия: J. Reine Angew. Math.
Журнал Крелле — старейший из математических журналов, продолжающих издаваться в наши дни (ежеквартально). За два века в нём публиковались многие крупнейшие математики из разных стран. Импакт-фактор журнала в 2015 году составил 1,616. В статистике Science Citation Index журнал занимает 32-е место из 295 журналов в категории «Математика». Феликс Клейн писал о заслугах Крелле: «Больше всего обязана ему наша наука за тот стимулирующий и объединяющий центр, который он дал ей созданием в 1826 г. своего „Journal für die reine und angewandte Mathematik“», который стал важнейшим органом прогресса чистой математики.

## История
Основав журнал в 1826 году, Крелле оставался его редактором до конца своей жизни (1855). Это был не первый математический журнал, но аналогичные издания обычно представляли собой сборники трудов разных академий, в то время как журнал Крелле был независим, и это позволяло более тщательно производить отбор публикаций (впрочем, Берлинский университет всегда имел тесную связь с журналом, а его профессора часто становились редакторами). Именно в журнале Крелле появились фундаментальные труды Нильса Хенрика Абеля, Георга Кантора, Фердинанда Готтхольда Эйзенштейна, Карла Фридриха Гаусса и Людвига Отто Гессе.
В XIX веке, в соответствии с пожеланиями Крелле, журнал помещал также статьи по физике и технике, в том числе Ома, Больцмана и Гельмгольца, но с конца XIX века журнал стал чисто математическим, прикладные математические темы также практически исчезли.

## Хронология редакторов журнала
- 1826—1856 Август Леопольд Крелле.

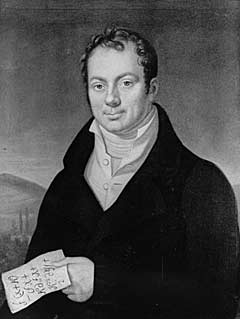
Август Леопольд Крелле, основатель журнала

- 1856—1880 Карл Вильгельм Борхардт. В это период издание иногда называли Журнал Борхардта.
- 1881—1888 Леопольд Кронекер, Карл Вейерштрасс.
- 1889—1892 Леопольд Кронекер.
- 1892—1902 Лазарус Фукс.
- 1903—1928 Курт Гензель.
- 1929—1933 Курт Хензель, Гельмут Хассе, Людвиг Шлезингер.
- 1934—1936 Курт Хензель, Гельмут Хассе.
- 1937—1952 Гельмут Хассе.
- 1952—1977 Гельмут Хассе, Ганс Рорбах.
- 1977—1980 Гельмут Хассе.

С конца 1970-х годов редактированием журнала занимается международная группа из примерно пяти-восьми известных математиков. Ведущим редактором с 2013 года является Райнер Вайссауэр, члены редакционных советов — Тобиас Колдинг, Йоахим Кунц, Даниэль Хейбрехтс и Джун-Мук Хван.

## Некоторые особо значительные публикации в журнале
- Нильс Хенрик Абель: Untersuchungen über die Reihe {\displaystyle \textstyle 1+{\frac {m}{1}}\cdot x+{\frac {m\cdot (m-1)}{1\cdot 2}}\cdot x^{2}\dots } Bd. 1 (1826) S. 311—339
- Феликс Эберти: Beweis der Lehrsätze Band 2. Heft 3. Nr. 54. S. 287. Bd. 5 (1830) S. 107—109
- Эрнст Эдуард Куммер: Allgemeiner Beweis des Fermatschen Satzes, daß die Gleichung {\displaystyle x^{\lambda }+y^{\lambda }=z^{\lambda }} durch ganze Zahlen unlösbar ist, für alle diejenigen Potenz-Exponenten {\displaystyle \lambda }, welche ungerade Primzahlen sind und in den Zählern der ersten ½ {\displaystyle (\lambda -3)} Bernoullischen Zahlen als Factoren nicht vorkommen Bd. 40 (1850) S. 130—138 (работа в области Великой теоремы Ферма)
- Карл Вейерштрасс: Zur Theorie der Abelschen Functionen. Bd. 47 (1854) S. 289—306
- Георг Кантор: Ueber eine Eigenschaft des Inbegriffs aller reellen algebraischen Zahlen. Bd. 77 (1874) S. 258—262.
- Жозеф Лиувилль: Leçons sur les fonctions doublement périodiques. Bd. 88 (1879) S. 277—310
- Джон фон Нейман: Eine Axiomatisierung der Mengenlehre. Bd. 154 (1925) S. 219—240
- Ханс Хан: Über lineare Gleichungssysteme in linearen Räumen. Bd. 157 (1927) S. 214—229 (Теорема Хана — Банаха).
- Ричард Брауэр, Хельмут Хассе, Эмми Нётер: Beweis eines Hauptsatzes in der Theorie der Algebren. Bd. 167 (1932) S. 399—404